# Eubostrichus exilis
Eubostrichus exilis är en rundmaskart som först beskrevs av Nathan Augustus Cobb 1920.  Eubostrichus exilis ingår i släktet Eubostrichus och familjen Desmodoridae. Inga underarter finns listade i Catalogue of Life.